# Тражим сродну душу
„Тражим сродну душу” је југословенска телевизијска серија снимљена 1990. године у продукцији ТВ Загреб.

## Улоге
| Глумац              | Улога                               |
| ------------------- | ----------------------------------- |
| Ивица Видовић       | Фрањо „Франчек” Перчец (6 еп. 1990) |
| Ена Беговић         | (6 еп. 1990)                        |
| Вероника Ковачић    | Госпођица Франциска (6 еп. 1990)    |
| Вјера Жагар Нардели | Мирјана Перчец (6 еп. 1990)         |
| Крешимир Зидарић    | Господин Гец (6 еп. 1990)           |
| Отокар Левај        | Франчеков пријатељ (5 еп. 1990)     |
| Вера Зима           | Књижничарка (5 еп. 1990)            |
| Младен Црнобрња     | Гецов радник (3 еп. 1990)           |
| Ивка Дабетић        | Госпођа Вјера (3 еп. 1990)          |
| Кораљка Хрс         | Госпођа Љерка (2 еп. 1990)          |
| Ана Карић           | Госпођа Маријета (2 еп. 1990)       |
| Власта Кнезовић     | Госпођа Катарина (2 еп. 1990)       |
| Јадранка Матковић   | Амела (2 еп. 1990)                  |
| Вања Матујец        | Љиљана (2 еп. 1990)                 |
| Рене Медвешек       | Радник 2 (2 еп. 1990)               |
| Жарко Савић         | Господин директор (2 еп. 1990)      |
| Инге Апелт          | Медицинска сестра (1 еп. 1990)      |
| Антониа Чутић       | Госпођа Хелена (1 еп. 1990)         |
| Бранка Цвитковић    | Госпођа Бети (1 еп. 1990)           |

 Остале улоге ▼
| Глумац                 | Улога                            |
| ---------------------- | -------------------------------- |
| Жељко Дувњак           | (1 еп. 1990)                     |
| Душко Гојић            | Љекарник (1 еп. 1990)            |
| Душко Груборовић       | Марко (1 еп. 1990)               |
| Симе Јагаринац         | (1 еп. 1990)                     |
| Славица Јукић          | Гостионичарка (1 еп. 1990)       |
| Фрањо Јурчец           | Господин у трамвају (1 еп. 1990) |
| Хрвоје Јурић           | (1 еп. 1990)                     |
| Рената Јурковић        | Жена у пости (1 еп. 1990)        |
| Стево Крњајић          | Станодавкин муж (1 еп. 1990)     |
| Жељко Мавровић         | Мушкарац на Зденцу (1 еп. 1990)  |
| Свен Медвешек          | (1 еп. 1990)                     |
| Борис Михољевић        | Доктор (1 еп. 1990)              |
| Томислав Милановски    | (1 еп. 1990)                     |
| Барбара Нола           | Жена у књижници (1 еп. 1990)     |
| Гордан Пицуљан         | Радник 1 (1 еп. 1990)            |
| Олга Пивац             | Жена у месници 1 (1 еп. 1990)    |
| Лена Политео           | Жена у месници 2 (1 еп. 1990)    |
| Весна Смиљанић         | Продавачица цвијећа (1 еп. 1990) |
| Семка Соколовић Берток | Станодавка (1 еп. 1990)          |
| Дарко Срића            | Тренер на хиподрому (1 еп. 1990) |
| Звонко Стрмац          | Господин Катић (1 еп. 1990)      |
| Младен Тојага          | Радник 3 (1 еп. 1990)            |
| Звонимир Торјанац      | Месар (1 еп. 1990)               |
| Ђуро Утјешановић       | Радник 1 (1 еп. 1990)            |

Комплетна ТВ екипа ▼
| Редитељ                   | Берислав Макаровић | (6 еп. 1990)              |
| Сценариста                | Мира Боглић        | (6 еп. 1990)              |
| Одсек за камеру и расвету | Маријан Татар      | вођа расвете (1 еп. 1990) |